# Jamal (schiereiland)

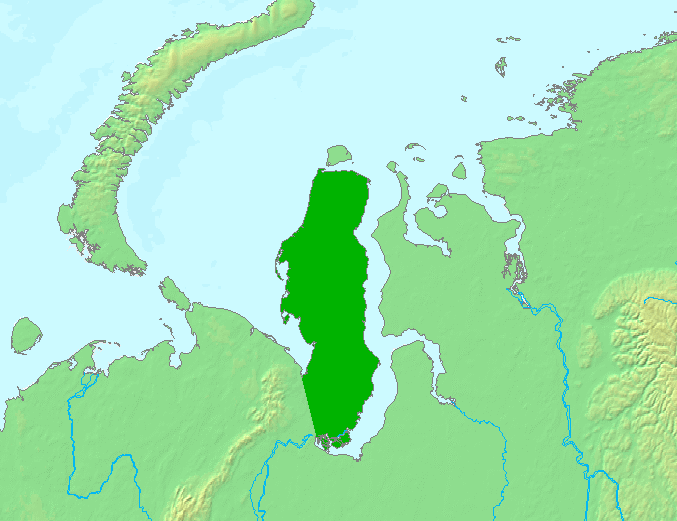
Globale locatie van Jamal ten opzichte van de directe omgeving

Jamal (Russisch: полуостров Ямал, poloeostrov Jamal]) is een schiereiland in het Russische autonome district Jamalië (hierbinnen onderdeel van het district Jamalski) in Noord-West-Siberië ten noordoosten van de Arctische Oeral.

## Geografie
Het spreidt zich met een oppervlakte van 120.000 km² (iets groter dan Bulgarije) uit in het noordwestelijke deel van het West-Siberisch Laagland over een lengte van ongeveer 700 kilometer tussen de Karazee in het westen en de Obboezem (baai van de Ob) in het oosten en heeft een gemiddelde breedte van 240 kilometer. Aan de noordkant ligt het eiland Bely, waarvan het wordt gescheiden door de Straat Malygin. Jamal komt uit het Nenets en betekent zoiets als "einde van de wereld". Het is het noordwestelijkste deel van Azië.

## Klimaat
Het schiereiland bestaat hoofdzakelijk uit permafrost en is met een leeftijd van minder dan 10.000 jaar geologisch gezien een erg jong gebied. Het gebied werd door gletsjers in de laatste ijstijden afgevlakt (hoogte varieert van 50 tot 84 meter) en wordt overheerst door toendra. De temperatuur varieert van -22 tot -26 °C in januari tot 4 tot 10 °C in juli. Met een jaarlijkse neerslag van 240-250 millimeter per jaar kan het worden gezien als een toendrasteppe. In het noorden bevindt zich arctische toendra, in het centrale deel mossen, korstmossen en struiktoendra en een moerrassig gebied met veel meertjes (grootste: Jarroto, Jamboeto en Nejto) en rivieren (langste: Sjojacha, Joeribej en Charasavej) en in het uiterste zuiden begint de gordel van de bostoendra.
Op het schiereiland, en op het nabijgelegen Gyda, werden in de jaren 2020 reusachtige permafrostkraters ontdekt. De kraters ontstaan door een ontploffing van methaan, dat dan verder uit de krater blijft ontsnappen. Sommige kraters liggen dicht bij nederzettingen, en bij gasvelden die van vitaal belang zijn voor de energievoorziening in Europa.

## Bevolking

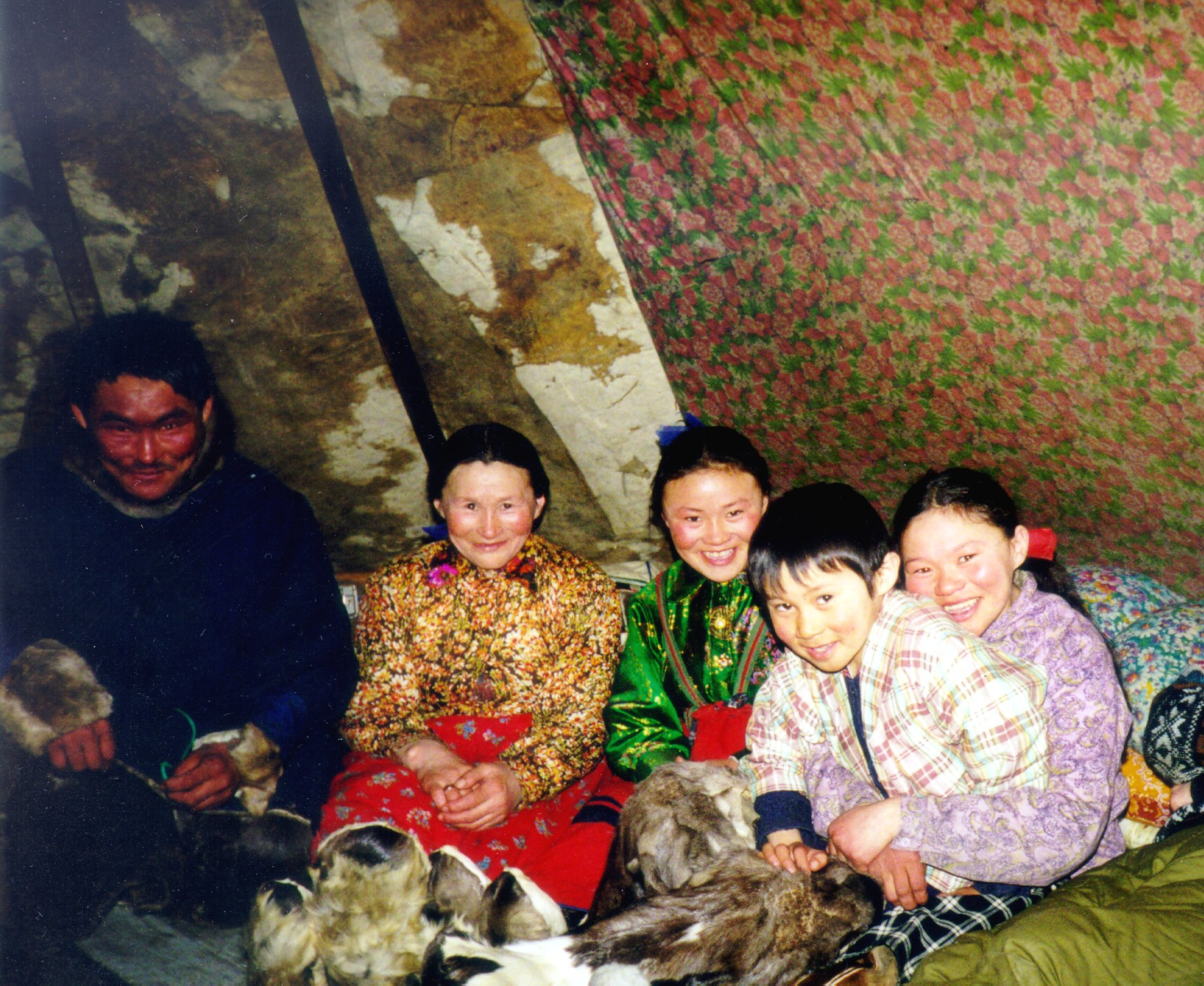
Nenetsische familie in een traditionele tsjoem

De lokale bevolking in het zeer dunbevolkte gebied bestaat uit de Nenets die er voor de komst van de Russen al woonden. Zij drijven hier net als de Chanten het hele jaar door nomadische rendierveeteelt, de grootste van Rusland met enkele duizenden herders en rond de 500.000 rendieren. Deze levenswijze staat echter onder steeds grotere druk door overbegrazing en de concurrentie van de gasindustrie. Op het schiereiland bevinden zich verder ook grote populaties trekvogels.

## Economie
Jamal herbergt enorme aardgasvoorraden. Gasgigant Gazprom exploiteert deze velden en voert het gas via grote pijpleidingen naar de Europese markten. In 2013 is het Russische olie- en gasbedrijf Novatek begonnen met de bouw van een grote installatie om vloeibaar aardgas, lng, te maken. Het project Yamal LNG zou vanaf 2019 per jaar zo'n 16,5 miljoen ton vloeibaar gas produceren. Bij Sabetta werd een haven aangelegd voor de speciale gastankers die het LNG naar de klanten transporteren.